# Lebedodes rufithorax
Lebedodes rufithorax is een vlinder uit de familie van de Metarbelidae. De wetenschappelijke naam van de soort is voor het eerst gepubliceerd in 1910 door George Francis Hampson.

## Verspreiding
Deze soort komt voor in Zimbabwe en Zuid-Afrika.

## Waardplanten
De rups leeft op Grewia occidentalis (Malvaceae).